# Tre ragazzi e un bottino
Tre ragazzi e un bottino (Catch That Kid) è un film del 2004 diretto da Bart Freundlich, remake del blockbuster danese Klatretøsen

## Trama
Maddy è terrorizzata all'idea che il padre possa perdere l'uso delle gambe dopo essere caduto mentre si arrampicava. L'unico modo per evitare ciò è pagare un intervento molto costoso ma la famiglia non può permetterselo. Decisa ad aiutare il padre, Maddy e i suoi due amici (entrambi innamorati di lei), Austin e Gus decidono di rapinare una banca.